# Едвард Кенвей
Едвард Джеймс Кенвей (англ. Edward James Kenway) — вигаданий персонаж серії відеоігор Assassin's Creed компанії Ubisoft. Він був представлений як допоміжний персонаж у Assassin's Creed: Forsaken, супутньому романі до відеогри 2012 року Assassin's Creed III. Згодом він з'явився як головний герой відеогри Assassin's Creed IV: Black Flag 2013 року та її роману Assassin's Creed: Black Flag . У першій його роль зіграв валлійський актор Метт Раян через захоплення перформансу. З моменту виходу Black Flag персонаж з'являвся меншою мірою в кількох інших творах франшизи.
В альтернативній історичній обстановці серіалу Едвард — валлійський капер, який став піратом і відіграв основну роль у створенні короткочасної Піратської республіки в Карибському морі на початку 18 століття. У процесі він потрапляє в конфлікт між Братством асасинів (натхненним реальним Орденом асасинів), які борються за мир і свободу, та Орденом тамплієрів (натхненним військовим орденом тамплієрів), які прагнуть миру через контроль. Спочатку він допомагав обом сторонам заради особистої вигоди, але з часом він змінив своє рішення і офіційно приєднався до Асасинів після того, як пішов у відставку з піратства. Пізніше він оселяється в Лондоні, став одним із співпровідників місцевого відділення Братства, аж до його вбивства тамплієрами в 1735 році. Едвард — батько Гейтема Кенвея, який згодом став високопоставленим тамплієром і головним антагоністом Assassin's Creed III; дід Ratonhnhaké꞉ton / Коннор, син Хейтема з індіанською жінкою та головний герой Assassin's Creed III; і предок Дезмонда Майлза, головного героя сучасних частин перших п'яти основних ігор серії.
Едварда позитивно сприйняли за його чарівність і характеристику морально неоднозначного головного героя та людини, яка досягла самих себе, і вважається одним із найпопулярніших персонажів серіалу. Для персонажа, як і для інших героїв серіалу, були випущені різноманітні товари.

## Створення
Провідний сценарист «Black Flag» Дарбі Макдевіт зауважив, що герої попередніх серій приєдналися до «Братства вбивць» без особливих роздумів, часто як частина моменту дорослішання, оскільки їхні особисті цілі вже природно узгоджуються з цілями організації. Для Black Flag команда розробників хотіла дослідити принципи Assassins, їхнє «кредо» з нової точки зору. Ідея про талановитого та спритного пірата, цинічного та виснаженого чоловіка, який вступає в контакт з асасинами, була обговорена та запропонована як головний герой, який представляє цю іншу точку зору та який може не поділяти світогляд асасинів чи прихильність до вищого мета чи ідеал. Суть цієї історії потім перетворилася на постійний конфлікт всередині Едварда навколо самої ідеї Креда, навіть коли він використовує деякі методи та тактики асасинів для особистої вигоди.
Макдевітт пояснив, що «Black Flag» — це історія аморальності та каяття, а Едвард Кенвей — одружений чоловік, чиї напружені стосунки з дружиною є однією з центральних проблем у грі. Макдевітт описує Едварда як «хрипкого та непристойного хлопця», який також має кілька значних близьких стосунків з іншими жінками в історії, і що його основна мотивація в «Black Flag» — розбагатіти та довести, що він «хороша людина для своєї родини і осіб вищого статусу ніж він». Що стосується його особистості, Макдевітт сказав, що Едвард «є піратом, який прагне свободи, як і асасини, але ненавидить почуття відповідальності, яке вимагає справді функціональна свобода», і що розповідь має на меті дослідити, «в який момент Едвард усвідомить свою бренд свободи є надто хаотичним, щоб функціонувати дуже довго». Макдевітт порівняв Едварда з його онуком Ратоннхаке꞉тоном, більш відомим як Коннор, головним героєм попередньої гри Assassin's Creed III від Black Flag, і описав його персонаж як певний контрапункт.

## Портретування

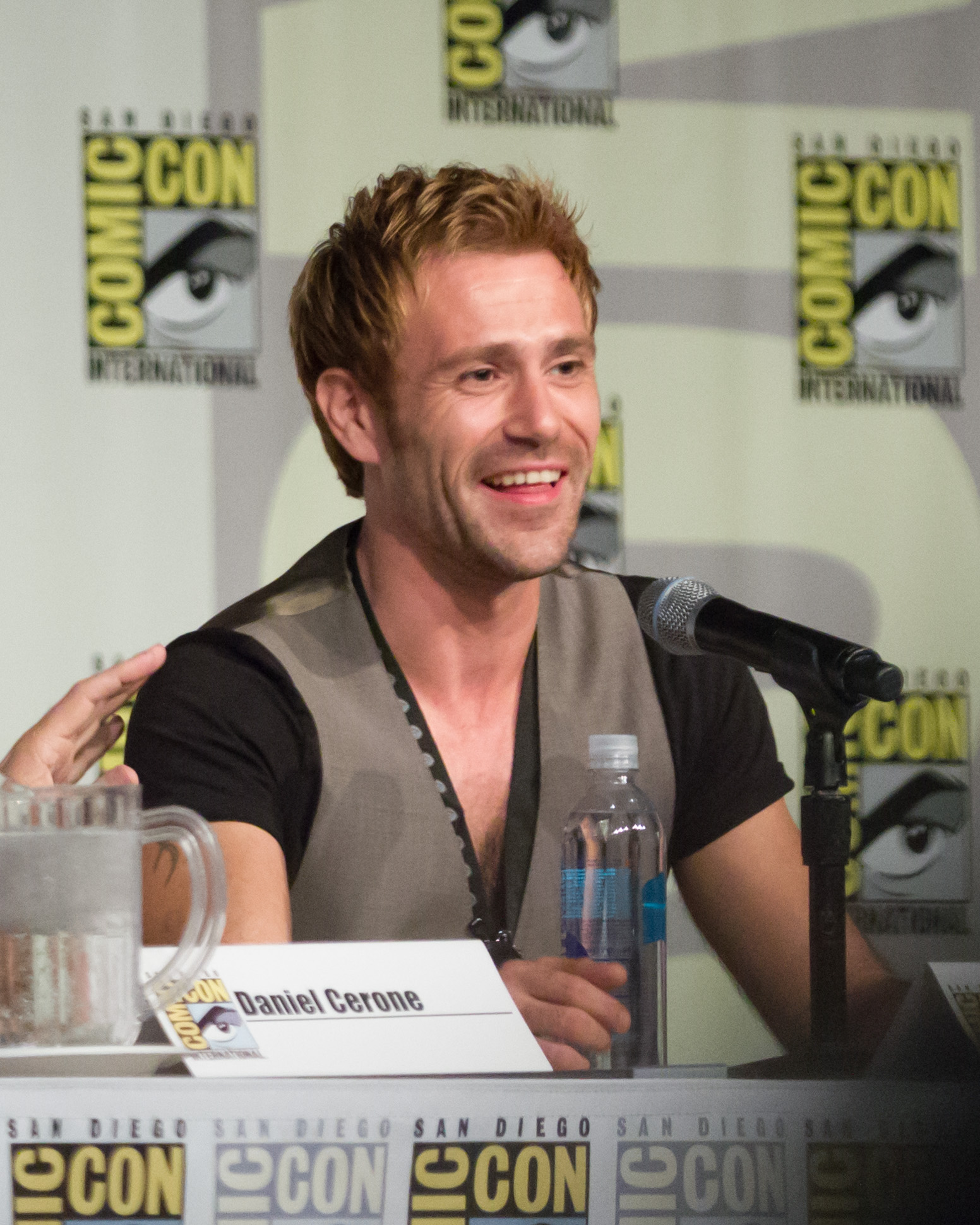
Райан запропонував озвучити Едварда Кенвея

Едварда Кенуея озвучує Метт Раян, який також зіграв персонажа в студії захоплення руху. Макдевітт визнав, що на персонажа та його історію значно більше вплинула культура Уельсу, ніж він спочатку хотів; Команда розробників вирішила побудувати свою історію навколо валлійського пірата лише тоді, коли запропонувала Райану озвучити та образити персонажа. Спочатку Макдевітт передбачав, що Едвард буде родом з англійського портового міста, наприклад Брістоля, Портсмута чи Манчестера, але навмисно залишив його історію порожньою до завершення процесу підбору акторів, оскільки він хотів взяти участь у будь-якому обраному акторі. Макдевітт похвалив Райана за харизму та особистість, яку він привніс у персонажа, але нагадав, що спочатку він читав його рядки з акцентом Західного округу. Тоді Раяна попросили говорити з його природним валлійським акцентом, що зрештою спонукало Макдевітта завершити Едварда як валлійського персонажа з Свонсі, який відповідає культурному фону його актора. Макдевітт радився з батьком Раяна щодо ідей, оскільки той хотів включити деякі розмовні валлійські фрази в діалог гри.
Райан зазначив, що на відміну від більшості персонажів гри, які є вигаданими версіями історичних персонажів, Едвард є оригінальним персонажем. Щоб підготуватися до ролі, Райана попросили прочитати книги, рекомендовані МакДевіттом у рамках їхнього дослідження того періоду часу, оскільки команда розробників гри хотіла уникнути звичайних тропів і архетипів, пов'язаних із зображенням піратства в популярній художній літературі.

## Життєпис
Як валлієць, який народився в родині фермерів у 1693 році, Едвард Кенвей походить із низького соціально-економічного становища. У якийсь момент свого життя він закохався в багату дівчину на ім'я Керолайн Скотт. Не підкоряючись волевиявленню батьків, Керолайн залишила комфортне життя, щоб вийти заміж за Едварда. Незадоволений своєю зарплатою на фермі, Едвард швидко став п'яницею з мріями розбагатіти як приватник. Керолайн втратила віру в Едварда і покинула його, приховуючи свою вагітність.
Едвард покинув батьківщину, щоб шукати щастя, спочатку капером, потім піратом. Він був активним у Вест-Індії з 1712 по 1722 роки в останні роки Золотого віку піратства і був відомий своїми близькими стосунками з такими людьми, як Адевале, Чорна Борода, Мері Рід і Енн Бонні . Він командував «Галкою», бригом, який він захопив у іспанського флоту зі скарбами в 1715 році, і ненавмисно втягнувся в пошуки асасинами та тамплієрами стародавнього місця під назвою Обсерваторія, яке Едвард мав намір використати для особистої вигоди. Хоча піратська кар'єра Едварда була в основному успішною, він допоміг створити незалежну піратську республіку в Нассау, він почав розмірковувати про своє життя після краху республіки в 1718 році, а також про смерть багатьох своїх союзників. Зрештою він вирішив приєднатися до Братства асасинів, яке прагнуло зберегти мир і свободу людства, допомогло їм усунути своїх суперників-тамплієрів і запечатати Обсерваторію.
У 1722 році Едварда повідомили про те, що Керолайн померла два роки тому, і про існування його доньки Дженніфер, і він домовився про зустріч з останньою. Через рік він назавжди залишив піратство та переїхав до Лондона з Дженніфер, пожертвувавши «Галку» асасинам . Він використав свої здобуті статки, щоб купити маєток на площі королеви Анни, і взяв на себе обов'язки члена Братства вбивць, згодом став одним із лідерів Британського братства разом із людиною на ім'я Міко. У цей час Едвард познайомився з Тессою Стівенсон-Оклі, дочкою багатого землевласника, і одружився з нею, і народив від неї другу дитину: Хейтема Кенвей . У 1735 році він був убитий у своєму маєтку агентами, які діяли за наказом Реджинальда Берча, одного з його співробітників і, таємно, великого магістра Британського обряду тамплієрів. Після смерті Едварда Берч, скориставшись тим фактом, що Едвард ніколи не розповідав синові про свою справжню приналежність, маніпулював тим, що Хейтам приєднався до тамплієрів. Хоча Хейтам дізнався правду і через багато років убив Бірча з помсти, він вирішив залишитися тамплієром.

## Поява

### Assassin's Creed IV: Black Flag
У Assassin's Creed IV: Black Flag гравець знайомиться з життям і подвигами Едварда в Карибському басейні та на західному узбережжі африканського континенту в рамках симуляції, яку грає мовчазний герой, який працює аналітиком у Abstergo Entertainment, корпоративному фронті орден тамплієрів у сучасну епоху. Сюжет «Black Flag» розповідає про взаємодію Едварда з вигаданими версіями історичних діячів, які діяли під час Золотого віку піратства, включаючи Стіда Боннета, Вудса Роджерса, Лауреано де Торреса і Аялу, Мері Рід, Чарльза Вейна, Джека Рекхема, Бенджаміна Горніголда, Чорну Бороду., Енн Бонні та Бартоломью Робертс . В альтернативній версії історичних подій, зображених у «Black Flag», Едвард особисто причетний до кількох помітних інцидентів, що відбулися протягом того періоду часу, включаючи заснування Республіки Піратів у Нассау на острові Нью-Провіденс, блокаду Чорною Бородою Чарльз-Тауна у травні 1718 року., битва біля Окракок-Інлет 22 листопада 1718 року та суд над Рідом і Бонні в Порт-Роялі 16 листопада 1720 року .
Дізнавшись про таємниче місце, відоме як Обсерваторія, яке він помилково вважає скарбом житла, що забезпечить йому фінансове життя, Едвард сповнений рішучості забезпечити доступ будь-якою ціною. Він активно уникає вибору сторони назавжди і готовий використовувати можливості як тамплієрів, так і асасинів для досягнення своєї мети. Він починає змінювати свою думку після смерті Ріда, який постійно звертався до сумління Едварда протягом усієї їхньої дружби, і назавжди став на бік Асасинів до кінця своєї піратської кар'єри. У фіналі «Black Flag» він возз'єднується з Дженніфер, дочкою, про яку він навіть не здогадувався, і яка наполягатиме на тому, щоб у дорослому віці використовувати прізвище своєї матері Скотт.

## Інші появи
Перша поява Едварда у франшизі Assassin's Creed відбулася в романі 2012 року Assassin's Creed: Forsaken, автором якого є Антон Гілл, який використовує свій псевдонім Олівер Боуден, як батько персонажа цієї точки зору, Гейтема Кенвея . Роман представлений як щоденник Хейтема, який розповідає про події, що привели до остаточної долі Едварда, і служить для подолання розриву в оповіді між «Black Flag» і «Assassin's Creed III», в якому грає нащадок персонажа. Він є центральною темою Assassin's Creed: Black Flag, новелістики відеогри 2013 року, автором якої також є Гілл.
Спадщина Едварда та його особняк служать сюжетною точкою в грі Assassin's Creed Syndicate 2015 року, дія якої відбувається в Лондоні в 1860-х роках, через понад століття після його смерті. Він також фігурує в Dead Men's Gold, сюжетній арці з мобільної додаткової гри 2018 року Assassin's Creed: Rebellion, яка є приквелом до вступної серії Black Flag . Як і в інших героїв серії, наряд Едварда був косметичним варіантом, який можна було розблокувати в більшості наступних випусків, включаючи оновлену версію Assassin's Creed III, випущену в 2019 році.
Ubisoft також згадує персонажа поза серією Assassin's Creed. У грі Watch Dogs: Legion 2020 року статую Едварда можна знайти в підземній гробниці вбивць у Лондоні, як частину неканонічної перехресної події між франшизами Assassin's Creed і Watch Dogs .

## Просування та мерчандайз
Спільно з Ubisoft Тодд Макфарлейн і його дизайнерська група McFarlane Toys Design Group розробили обмежену серію статуї Едварда Кенуея, розписану вручну та холодного лиття. Було створено та розповсюджено по всьому світу лише тисячу експонатів, і кожна статуя містить сертифікат автентичності, підписаний Макфарлейном.

## Рецепція

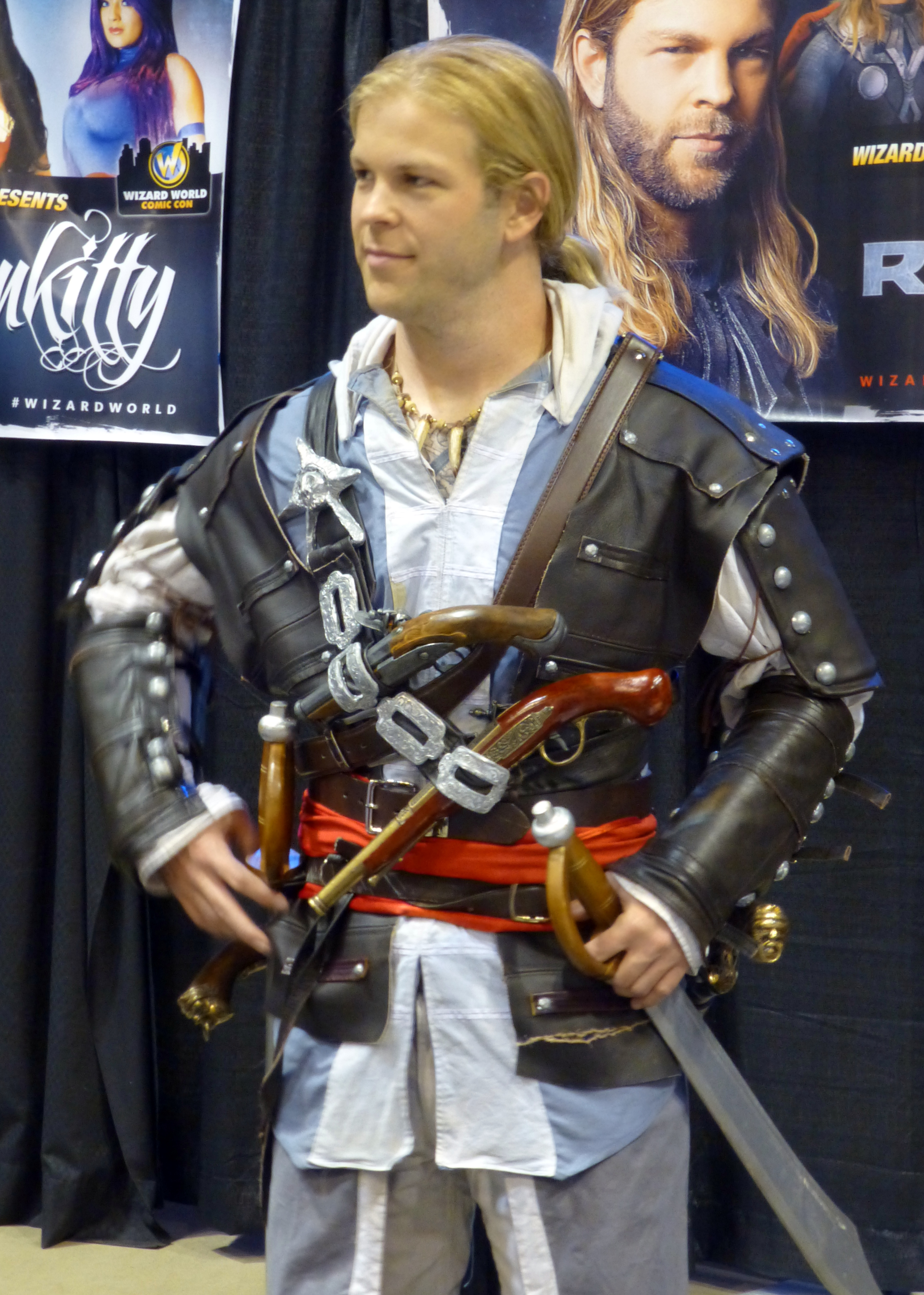
Косплеєр відтворює зовнішність Едварда Кенвея без капюшона.

Журналісти відеоігор добре сприйняли Едварда Кенуея, який посів високі позиції в кількох рейтингових списках «найкращих персонажів» героїв серії Assassin's Creed . VideoGamer.com зарахував його до найкращих піратів у відеоіграх.
Мет Перслоу з IGN описав Едварда як «справжню секретну зброю» Black Flag, центральний елемент, який об'єднує різні елементи та функції гри, і стверджував, що йому вдається уникнути пасток надмірної залежності від сюжетних пристроїв MacGuffin, як і його попередників. завдяки фокусу розповіді на особистій подорожі Едварда. Він вважав, що минуле персонажа, який став капером, який став піратом, канцелярист, який шукає прибутку, чиє рішення вкрасти мантію члена Асасинів сприяло його виростанню з повстанця до почесного капітана, було «новим поглядом на загальну розповідь серіалу». Андрій Добра з Softpedia інтерпретував заяви Макдевітта про Едварда в інтерв'ю VG247 як ознаку віри в те, що популярність Black Flag здебільшого пояснюється тим, що цей персонаж є незвичайним героєм, який перевершує багато усталених тропів щодо героїв у франшизі. У статті, яка пропонує враження від Assassin's Creed: Valhalla, Джордан Рамі з GameSpot згадав про свій досвід гри з Едвардом у Black Flag, де бойові послідовності часто включали лобове протистояння ворогів і що Едвард вирішує багато своїх проблем, як пірат. це дає змогу максимально використати інструменти вбивці. Еван Столворт Карр з The Daily Californian визнав Едварда Кенуея «дуже цікавим персонажем», який демонструє «харизматичну та відверту особистість» для свого піратського персонажа. З іншого боку, Карр висловив думку, що він погано вписується в історію серіалу, що, на його думку, зрештою зашкодило сюжету Black Flag. Стівен Тотіло вважав, що, незважаючи на те, що сюжет, пов'язаний із дружиною, яку він залишив, чудово окупився на завершення, Едвард — «головна роль, яку можна забути», а його образ персонажа «неглибокий».
Кінцева послідовність «Black Flag» отримала похвалу за зображення розвитку персонажа Едварда. Том Філліпс з Eurogamer визнав, що це «напрочуд зрілий висновок для серіалу про колоти людей ножем у шию», оскільки Кенвей нарешті кидає піратське життя, щоб оселитися зі своєю нововідкритою дочкою, і що для цього потрібно було повністю оповідання про Black Flag, де його досвід смерті всіх його близьких друзів і коханих спонукає його прийняти розумне рішення щодо свого життя. Ерік Кейн з Forbes визнав останні моменти «Black Flag» «напрочуд красивими», описавши фінал як «дивно сумне та спокутне» споглядання втрати персонажа, яке переходить у його розмову з дочкою, яка є водночас грайливою та жалюгідною. .

## Аналіз
Нік Дінікола з Pop Matters вважав наративний підхід Black Flag цікавим, оскільки його головний герой не стає офіційним членом Brotherhood of Assassins до кінця гри; натомість історія досліджує обидві сторони довготривалого конфлікту асасинів і тамплієрів з точки зору байдужого головного героя та дозволяє гравцям краще зрозуміти кодекс поведінки асасинів, оскільки Едвард поступово стає прихильним до їхньої справи та визнає, що їхня віра є «початком мудрості». У своїй статті, в якій досліджується репрезентація жіночих персонажів у серії Assassin's Creed, опублікованій Університетом Св. Марії в Міннесоті, Стівен Дж. Фішберн описав Едварда Кенуея як «найбільшою мірою втілює ідеал мужності та чоловіка, який сам себе створив». інші головні герої-чоловіки серіалу, і зазначив, що «наслідки його безвідповідальності насправді відчувають лише ті, хто його оточує», оскільки він досі вважається «героєм Black Flag». У статті, яка аналізує культурне зображення піратства у відеоіграх, Ойген Пфістер сказав, що зображення піратів як повстанців, а не революціонерів у Black Flag є історично достовірним. Пфістер зазначив, що хоча Едвард здебільшого діє етично та дотримується власного кодексу поведінки, намагаючись чинити «правильно», він стає «джентльменом удачі» за власним бажанням, і що ще важливіше, він не шукає спокути за свої насильницькі дії, коли справа доходить до дослідження та полювання на жертв. Це підкріплюється ігровою механікою, яка заохочує постійні грабунки та набіги на торговельні кораблі, щоб покращити продуктивність флагмана Едварда, і не дає персонажу «жодного стимулу розмірковувати про можливість знову стати чесною людиною».